# Melolobium decumbens
Melolobium decumbens är en ärtväxtart som först beskrevs av Ernst Meyer, och fick sitt nu gällande namn av Burtt Davy. Melolobium decumbens ingår i släktet Melolobium och familjen ärtväxter. Inga underarter finns listade i Catalogue of Life.